# نانسي مارشان
نانسي مارشان (بالإنجليزية: Nancy Marchand) (و. 1928 – 2000 م) هي ممثلة تلفزيونية، وممثلة أفلام، وممثلة مسرحية، من الولايات المتحدة، ولدت في بوفالو، نيويورك، توفيت عن عمر يناهز 72 عاماً، بسبب سرطان الرئة، ونفاخ رئوي.

## التعليم
تعلمت في Carnegie Mellon College of Fine Arts ‏.

## جوائز وترشيحات
حصلت على جوائز منها:
- جائزة غولدن غلوب لأفضل ممثلة مساعدة - مسلسل، أو مسلسل قصير أو فيلم تلفزيوني، عن عمل: آل سوبرانو (2000)
- جائزة نقابة ممثلي الشاشة لأفضل أداء جماعي في مسلسل درامي، عن عمل: آل سوبرانو (2000)
- جائزة إيمي لأفضل ممثلة مساعدة في مسلسل درامي، عن عمل: لو غرانت [الإنجليزية]‏ (1982)
- جائزة إيمي لأفضل ممثلة مساعدة في مسلسل درامي، عن عمل: لو غرانت [الإنجليزية]‏ (1981)
- جائزة إيمي لأفضل ممثلة مساعدة في مسلسل درامي، عن عمل: لو غرانت [الإنجليزية]‏ (1980)
- جائزة إيمي لأفضل ممثلة مساعدة في مسلسل درامي، عن عمل: لو غرانت [الإنجليزية]‏ (1978).

ترشحت لـ:
- جائزة توني لأفضل ممثلة مسرحية [الإنجليزية]‏ (1994)
- جائزة إيمي لأفضل ممثلة مساعدة في مسلسل درامي، عن عمل: لو غرانت [الإنجليزية]‏ (1979).

## وصلات خارجية
- نانسي مارشان على موقع IMDb (الإنجليزية)
- نانسي مارشان على موقع روتن توميتوز (الإنجليزية)
- نانسي مارشان على موقع ألو سيني (الفرنسية)
- نانسي مارشان على موقع أول موفي (الإنجليزية)
- نانسي مارشان على موقع قاعدة بيانات برودواي على الإنترنت (الإنجليزية)
- نانسي مارشان على موقع قاعدة بيانات الأفلام السويدية (السويدية)
- نانسي مارشان على موقع إن إن دي بي (الإنجليزية)
- نانسي مارشان على موقع ديسكوغز (الإنجليزية)
- نانسي مارشان على موقع قاعدة بيانات الفيلم (الإنجليزية)
- نانسي مارشان على موقع كينوبويسك (الروسية)